# Schizaphis rufula
Schizaphis rufula är en insektsart som först beskrevs av Walker 1849.  Schizaphis rufula ingår i släktet Schizaphis och familjen långrörsbladlöss. Enligt den finländska rödlistan är arten sårbar i Finland. Arten är reproducerande i Sverige. Artens livsmiljö är sandstränder vid Östersjön. Inga underarter finns listade i Catalogue of Life.